# Vrijdagmoskee van Saveh
De Vrijdagmoskee van Saveh (Perzisch: مسجد جامع ساوه - Masjid-e-Jameh Saveh) is een moskee uit het Seltsjoekentijdperk, gelegen in de stad Saveh, (Iran). Dit monument werd gebouwd in de 12e eeuw, toen de stad ook opgericht werd.